# Rosenberg-Gletscher
Der Rosenberg-Gletscher ist ein steiler und stark zerfurchter Gletscher im westantarktischen Marie-Byrd-Land. Er fließt im Westen der Ames Range zwischen Mount Kosciusko und Mount Boennighausen.
Der United States Geological Survey kartierte ihn anhand eigener Vermessungen und Luftaufnahmen der United States Navy zwischen 1959 und 1965. Das Advisory Committee on Antarctic Names benannte ihn 1974 nach Theodore J. Rosenberg, Ionosphärenphysiker auf der Siple-Station von 1970 bis 1971.